# 死亡騎士
死亡騎士（Death knight，简称DK），是在龙与地下城、天堂、魔兽世界与魔兽争霸等游戏中的种族职业。
死亡骑士以前曾是人类，但后来接受了黑暗的召唤，放弃过去，出卖自己的灵魂，得到永恒的力量。

## 簡介

### 現況
在TRPG《龙与地下城》中，死亡騎士是一種怪物，是已死去的墮落聖騎所變成的，屬於不死生物的一種，不屬於玩家可扮演的種族或職業。
在網路遊戲《天堂》中，死亡騎士是古魯丁地下洞穴底層的BOSS，同時也是玩家等級達到52級後才能變身的怪物，有著極快的近戰攻擊速度。
在網路遊戲《魔獸世界》中，死亡騎士是古爾丹及巫妖王利用戰死者所復活的優秀軍力，如黑暗神廟裡的泰朗‧血魔，但在魔獸世界：巫妖王之怒時，在達利安·莫格萊尼的領導下，隸屬於亞榭洛的死亡騎士擺脫了巫妖王的黑暗控制，並成立了。與銀白十字軍的人類結為聯盟，共同抵抗巫妖王的黑暗獨裁統治。
自魔獸世界：暗影之境開始，玩家只要遊戲帳號內角色達到10級，便可自由在伺服器選擇死亡騎士，角色起始等級為8級。

## 参看
- 无头骑士